# Ерменов, Мичо
Моча Ерменов Мичев (болг. Моча Ерменов Мичев; 19 апреля 1925, Белиш) — болгарский военный и коммунистический политик. В 1940-х — боец партизанского движения. В 1960-х — заместитель начальника политуправления Болгарской народной армии. Участник заговора Ивана Тодорова-Горуни против Тодора Живкова.

## Партизан и политрук
Родился в крестьянской семье. В 1943 примкну к партизанскому движению. Воевал в районах Габрово и Севлиево. Был заочно приговорён к смертной казни.
После прихода компартии к власти Моча Ерменов окончил Национальный военный университет имени Васила Левского. Служил политическим функционером в Болгарской народной армии. К середине 1960-х имел звание генерал-майора и должность заместителя начальника политического управления.

## Участник заговора
Моча Ерменов придерживался ортодоксально-сталинистских политических взглядов. Он негативно относился к либерализации режима, наступившей после отстранения от власти Вылко Червенкова и к политике Тодора Живкова в целом. В конце 1964 Ерменов примкнул к группе заговорщиков во главе с Иваном Тодоровым-Горуней. На 14 апреля 1965 планировался военный переворот, отстранение Живкова от власти и установление режима, подобного китайскому маоизму и албанскому ходжеризму. Ерменов играл важную роль в этих планах — предполагалось, что по его приказу на Софию двинется гвардейская дивизия.
Заговор был раскрыт госбезопасностью, Тодоров-Горуня покончил с собой, Ерменов арестован вместе с остальными участниками и осуждён на 10 лет заключения. В 1990 реабилитирован как «борец против диктатуры Живкова».